# Henri Diamant-Berger
Henri Diamant-Berger (* 9. Juni 1895 in Paris; † 2. Mai 1972 ebenda) war ein französischer Filmregisseur und -produzent.

## Leben
Henri Diamant-Berger studierte zunächst Jura, wurde dann aber sehr bald Filmregisseur und veröffentlichte Zeitschriftenbeiträge und Bücher zum Filmwesen. Mehrfach war Diamant-Berger in den folgenden Jahren im Auftrag von Filmproduktionsfirmen in den USA, um dort Produktionen vorzubereiten. Nach der Besetzung Frankreichs durch deutsche Truppen im Zweiten Weltkrieg floh Diamant-Berger und ließ sich für einige Zeit in den USA nieder. Die nach der Rückkehr nach Frankreich von ihm inszenierten Filme sind nicht von großer künstlerischer Bedeutung.

## Filmografie (Auswahl)

### Drehbuch
- 1932: Die drei Musketiere (Les Trois mousquetaires)
- 1946: Der unbekannte Sänger (Le Chanteur inconnu)
- 1948: Mutterhände (La Maternelle) – auch Regie
- 1951: Monsieur Fabre – auch Regie
- 1970: Das Lied der Balalaika (L’Homme qui vient de la Nuit)

### Produktion
- 1925: Paris schläft (Paris qui dort)
- 1961: Der tolle Amerikaner (La belle Américaine)